# Grant County (Washington)
Grant County je okres ve státě Washington ve Spojených státech amerických. K roku 2010 zde žilo 89 120 obyvatel. Správním městem okresu je Ephrata. Celková rozloha okresu činí 7 229 km². Vznikl odtržením od Douglas County.